# Anglicko-italský pohár
Anglicko-italský pohár byla mezinárodní klubová soutěž ve fotbale, které se účastnili zástupci Anglie a Itálie. Založil ji v roce 1970 italský manažer Gigi Peronace poté, co vítěz Anglického ligového poháru Swindon Town FC nemohl hrát Pohár veletržních měst, protože byl účastníkem třetí nejvyšší soutěže. Pohár se konal do roku 1973, v letech 1976 až 1986 byl obnoven pro poloprofesionální týmy z nižších soutěží a pak se hrál ještě v letech 1992 až 1996, kdy byla zrušen pro nezájem klubů a rostoucí násilí mezi diváky.

## Vítězové
- 1970 Swindon Town FC
- 1971 Blackpool FC
- 1972 AS Roma
- 1973 Newcastle United
- 1976 AC Monza
- 1977 Calcio Lecco 1912
- 1978 Udinese Calcio
- 1979 Sutton United
- 1980 US Triestina
- 1981 Modena FC
- 1982 Modena FC
- 1983 Cosenza Calcio
- 1984 ASD Francavilla
- 1985 US Città di Pontedera
- 1986 Piacenza Calcio
- 1992-1993 US Cremonese
- 1993-1994 Brescia Calcio
- 1994-1995 Notts County FC
- 1995-1996 Genoa CFC